# 120347 Salacia
120347 Salacia är en transneptunsk asteroid och den största kända småplaneten i Kuiperbältet. Den upptäcktes den 22 september 2004 av de amerikanska astronomerna Henry G. Roe, Michael E. Brown och Kristina M. Barkume, vid Palomarobservatoriet. Den är troligen en plutoid.
Dess preliminära beteckning var 2004 SB60. Den fick senare namn efter den romerska gudinnan Salacia.
Salacias diameter har uppskattats till 850 kilometer. Den har observerats ungefär 100 gånger, inräknat fotografier från tiden före upptäckten. Det allra tidigare fotografiet är från 1982. Salacias medelavstånd från solen är något större än Plutos.
Salacias förra periheliepassage skedde den 27 mars 1924. Asteroidens rotationstid är beräknad till 6,09 timmar.

## Satellit
Salacia har en känd satellit, Actaea. Den upptäcktes den 21 juli 2006 med Rymdteleskopet Hubble. Actaea har en omloppstid på 5,49 dygn på ett avstånd av 5619 ± 87 km. Banans excentricitet är 0,0084 ± 0,0076. Actaeas diameter är uppskattad till mellan 286 ± 24 och 303 ± 35km.